# Victor Banks
Victor Franklin Banks (ur. 8 listopada 1947 roku) – polityk anguilski. Szef ministrów Anguilli z ramienia Zjednoczonego Frontu Anguilli od 23 kwietnia 2015 roku.
W latach 1981–1984 był ministrem opieki społecznej, w latach 1994-1999 i 2000-2010 ministrem finansów i rozwoju gospodarczego, w latach 2000-2010 ministrem inwestycji i handlu i w latach 2005-2010 ministrem turystyki.